# Ночхони
Ночхони (груз. ნოჩხონი) — село в Грузии, на территории Хобского муниципалитета края (мхаре) Самегрело-Верхняя Сванетия.

## География
Село находится в западной части Грузии, на расстоянии приблизительно 5 километров (по прямой) к северо-западу от города Хоби, административного центра муниципалитета. Абсолютная высота — 7 метров над уровнем моря.

## Население
По результатам официальной переписи населения 2014 года, в Ночхони проживало 269 человек (138 мужчин и 131 женщина). В национальной структуре населения грузины составляли 100 %.
| Год  | Население, человек |
| ---- | ------------------ |
| 2002 | 556                |
| 2014 | ↘ 269              |